# Giovanni Paolo Cardone

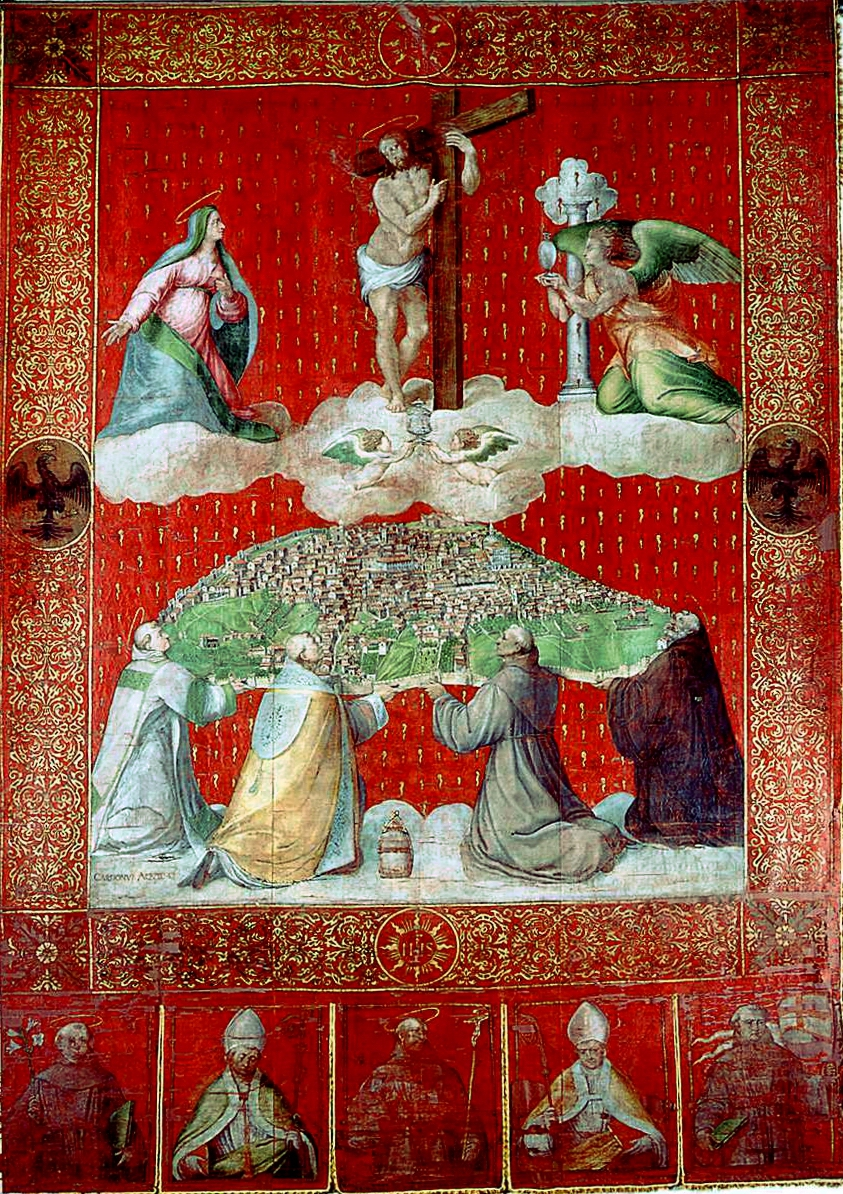
Il Gonfalone della città dell'Aquila (1579), museo nazionale d'Abruzzo, L'Aquila.

Giovanni Paolo Cardone (L'Aquila, ... – L'Aquila, ...; fl. 1569-1586) è stato un pittore italiano, allievo di Pompeo Cesura.

## Biografia
È considerato il massimo esponente del manierismo aquilano ed una delle personalità artistiche più significative del Cinquecento in Abruzzo.
Nonostante la sua importanza, le notizie sulla sua biografia sono assai scarne e l'unica documentazione certa sul Cardone è datata tra il 1569 ed il 1589, periodo in cui il pittore doveva essere nel pieno della sua attività. Si formò nella bottega di Pompeo Cesura — insieme ad altri allievi rampanti come Giovanni Paolo Donati e Giuseppe Valeriano — e monopolizzò la scena artistica all'Aquila quando il suo maestro si trasferì a Roma.
Tra i suoi primi lavori vi è la collaborazione con il Cesura sul Cristo in trionfo con Madonna e tutti i Santi (1570) per l'oratorio di San Luigi Gonzaga all'Aquila; si tratta di una delle opere più mature del pittore raffaellesco che, dall'eleganza della forme cinquecentesche d'influenza romana, andava ad avvicinarsi ad una pittura più smaccatamente devozionale. Lo stile del Cardone si inserisce proprio in questa evoluzione, risentendo sia della pittura decorativa del suo maestro sia della severità della pittura religiosa napoletana, avvicinandosi così all'arte della Controriforma e anticipando i modelli che si radicheranno definitivamente in città con la pittura fiamminga e con le opere di Aert Mytens in particolare.
Negli stessi anni, sempre con il Cesura, realizzò gli apparati decorativi per la visita in città del principe Marcantonio Colonna e della regina Margherita d'Austria. Nel 1573 si occupò, questa volta da solo, dell'accoglienza del fratello di Margherita, don Giovanni d'Austria. Dipinse inoltre l'Annunciazione in tre versioni, per le chiese di San Silvestro, San Bernardino e Santa Maria del Soccorso, tutte influenzate dall'omonimo dipinto del maestro per la chiesa di Santa Caterina della Rota a Roma.
Nel 1579 realizzò la sua opera più imponente e nota, il Gonfalone della città dell'Aquila. Il lavoro gli fu commissionato dopo che, durante il giubileo del 1575, la città decise di lasciare il suo gonfalone in dono alla basilica di San Pietro e, pertanto, si rese necessario realizzarne uno nuovo. Si tratta di un maestoso drappo di seta rossa che riporta, al centro, la città dell'Aquila sorretta dai suoi quattro santi protettori (Massimo d'Aveia, San Pietro Celestino, San Bernardino da Siena e Sant'Equizio abate); nella parte superiore è il Cristo sorreggente una croce ed affiancato dalla Vergine e da un angelo inginocchiato. Tutta la scena è inquartata in una fastosa decorazione dorata con due stemmi cittadini ai lati ed impreziosita, nella parte inferiore, dalle immagini di due vescovi, oltre che di Sant'Antonio da Padova, San Francesco d'Assisi e Giovanni da Capestrano. Il gonfalone era inizialmente destinato alla basilica di San Bernardino; oggi è parte della collezione del museo nazionale d'Abruzzo.
Al 1580 è datata la Madonna del Rosario per la basilica di Santa Maria del Colle di Pescocostanzo, giudicato tra i suoi dipinti più significativi per eleganza e raffinatezza. Risalente al 1585 è invece la Madonna in trono con il Bambino, San Giuseppe, San Francesco d'Assisi, San Giovannino, scampato miracolosamente ai crolli, dovuti al terremoto dell'Aquila del 2009, nella sala del Forte spagnolo dove era conservato. Rimane incerta, in questi anni, la paternità dei dipinti sulle volte di Palazzo Fibbioni, da alcuni attribuiti a Giovanni Paolo Donati.
Nel 1586 si trovò ad allestire l'apparato decorativo per i funerali di Margherita d'Austria al Palazzo Farnese di Ortona. Morì presumibilmente sul finire del secolo.

## Opere principali
- 1570: Cristo in trionfo con Madonna e tutti i Santi, oratorio di San Luigi Gonzaga, L'Aquila (collaborazione);
- 1570 circa: Annunciazione, museo nazionale d'Abruzzo, L'Aquila (proveniente dalla chiesa di San Silvestro, L'Aquila);
- 1579: Gonfalone della città dell'Aquila, museo nazionale d'Abruzzo, L'Aquila;
- 1580: Madonna del Rosario, basilica di Santa Maria del Colle, Pescocostanzo;
- 1585: Madonna in trono con il Bambino, San Giuseppe, San Francesco d'Assisi, San Giovannino, museo nazionale d'Abruzzo, L'Aquila.